# Centranthera cochinchinensis
Centranthera cochinchinensis är en snyltrotsväxtart. Centranthera cochinchinensis ingår i släktet Centranthera och familjen snyltrotsväxter.

## Underarter
Arten delas in i följande underarter:
- C. c. cochinchinensis
- C. c. lutea
- C. c. nepalensis